# Dżinsy

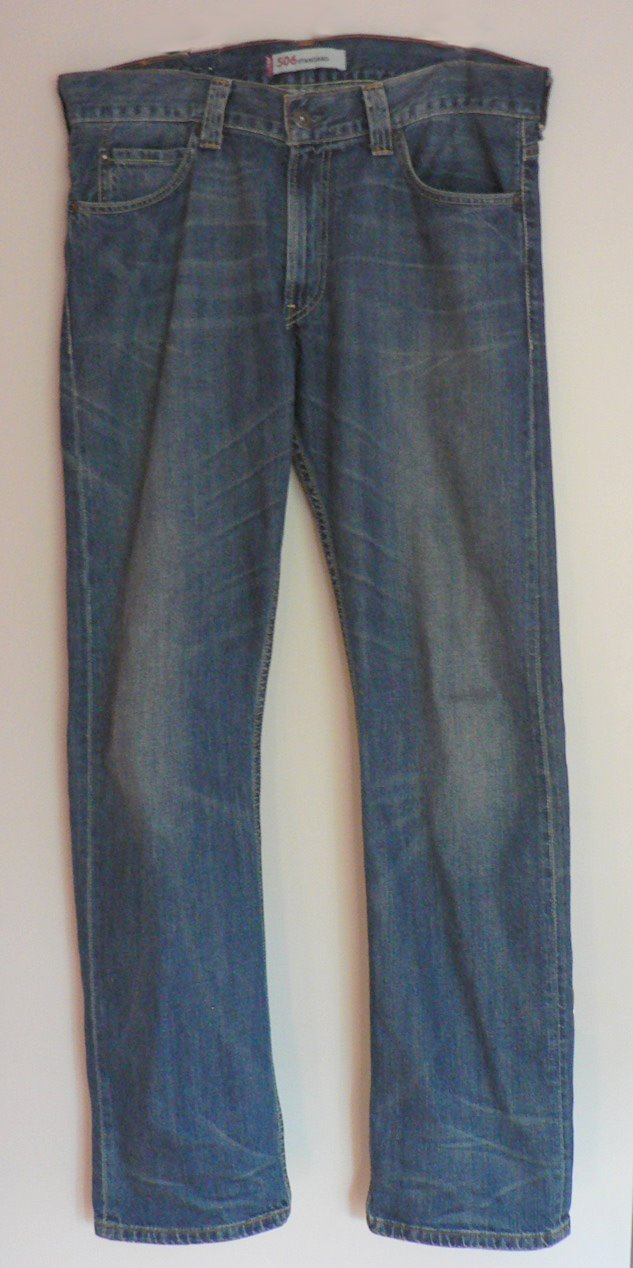
Dzinsy marki Levi's

Dżinsy, jeansy (ang. jeans) – rodzaj spodni, prostych lub ogrodniczek, powstałych w XIX wieku w USA. Uważa się, że zostały wynalezione w 1871 przez Jacoba W. Davisa i opatentowane 20 maja 1873 przez niego wraz z Levim Straussem (późniejszym założycielem firmy Levi Strauss & Co.) z myślą o górnikach i farmerach. Był to amerykański typ spodni roboczych uszytych z tkaniny bawełnianej typu dżins, wykonanej w splocie skośnym wzmocnionych miedzianymi nitami.

## Kolor
Najczęściej koloru niebieskiego (blue jeans), gdzie barwnikiem jest pigment indygo, dawniej pozyskiwany z liści indygowca barwierskiego, od końca XIX w. produkowany głównie syntetycznie. Roczna produkcja niebieskich dżinsów wynosi ok. miliard sztuk. Współcześnie tkanina, z której szyte są spodnie o tej nazwie, barwiona jest również na wiele innych kolorów. Pierwotny wzór z XIX wieku przetrwał w niezmienionej formie do dzisiaj (istnieją jednak również wersje zmodyfikowane). Dżinsy dziś, tak jak kiedyś, mają zwykle 4 kieszenie (dwie z przodu i dwie naszywane z tyłu spodni) oraz małą piątą kieszonkę umieszczoną poniżej paska, ponad kieszenią prawą przednią.

## Zastosowanie
Spodnie te ze względu na swoją wytrzymałość, praktyczną stylistykę i atrakcyjny sportowy krój, zyskiwały, począwszy od lat sześćdziesiątych XX wieku, szerokie uznanie wśród młodzieży, między innym za sprawą Marlona Brando oraz Jamesa Deana, stając się najczęściej spotykanym elementem garderoby tej grupy wiekowej.
Ze względu na swoją ponadpokoleniową popularność, dżinsy zyskały status jednej z ikon popkultury XX wieku.

## Modele
Wyróżnia się trzy podstawowe fasony:
- Regular (straight) – prosty, klasyczny krój
- Slim – dopasowane, przylegające do ciała
- Loose (relaxed) – szerokie i luźne spodnie.

Wyróżnia się również różne fasony nogawek, np.:
- Tapered/Narrow – zwężane ku dołowi
- Straight – proste
- Bootcut (flarecut) – rozszerzane poniżej kolan.

## Znani producenci dżinsów
- Levi's
- Lee
- Wrangler
- Big Star
- Lee Cooper